# El Menito
El Menito es una población del municipio Lagunillas en el estado Zulia (Venezuela), pertenece a la Parroquia Campo Lara. Recibe su nombre de las emanaciones de petróleo naturales “Menes” que hay por la zona.

## Ubicación
Se encuentra junto a la carretera “U” con referencia cercana a la autopista Lara – Zulia.

## Zona Residencial
El Menito es un pequeño caserío cerca de la carretera U y la autopista lara zulia, en esta localidad se encuentra el club de golf el Menito, y las oficinas de PDVSA Exploración y Producción El Menito. además cuenta con una guarnición de formación militar (reserva), este pequeño pueblo aun carece de muchos servicios pùblicos de infraestructura y comercio. Las obras más resaltantes en este sector son la escuela Rafael Maria Baralt, el Dispensario rural tipo 1, cuenta con una iglesia católica y en su patio trasero una cancha de juegos múltiples.

## Vialidad y Transporte
El Menito solo tiene 3 calles, la que conecta con la Lara – Zulia, que es la principal, la que marca el perímetro del caserío y la que lo conecta con la carretera U. (redoma)
Por la carretera U, pasa la línea de autos por puesto El Danto, que lleva a Ciudad Ojeda y  Lagunillas. La Línea de autos por puesto Campo Lara, pasa por la Lara – Zulia. Las cooperativas de taxi, trabajan exclusivamente para PDVSA El Menito.

## Sitios de Referencia
- Edificio PDVSA Ey P El Menito.
- Club de Golf El Menito.
- Centro recreativo Osmary Gril
- barra restauran mata de Coco
- Centro familiar los Plagas
- centro recreativo el menito(Lazaro)